# Монтеррейский технологический институт
Монтеррейский институт технологий и высшего образования (исп. Instituto Tecnológico y de Estudios Superiores de Monterrey, ITESM), чаще именуемый Монтеррейский технологический (институт) (исп. (Instituto) Tecnológico de Monterrey) — это частный университет в Мексике, являющийся одним из ведущих вузов страны.
Основной университетский городок расположен в Монтеррее, и ещё 30 - в других городах Мексики. По данным академических рейтингов входит в десятку лучших вузов Латинской Америки, а его Школа бизнеса признана лучшей  в данном регионе. Институт входит в число 45 университетов мира, которым академическим рейтингом QS присвоено пять звёзд.

## Сотрудничество
В 2002 г. было подписано соглашение о сотрудничестве между Монтеррейским технологическим институтом и МГИМО.